# 다니구미촌
다니구미촌(일본어: 谷汲村)은 일본 기후현 이비군에 설치되었던 촌이다. 2005년 1월 31일에 이비군 내의 다른 5정촌과 합병해 이비가와 정이 되었다. 천연기념물인 기프조 서식지가 있다.

## 지리
동쪽 마을 경계를 따라 네오강이 흐르고 있다.

## 역사
- 1897년 4월 1일 - 나레촌, 도쿠즈미촌, 오호라촌, 후카사카촌이 합병해 다나구미촌이 성립하였다.
- 1956년 9월 1일 - 다나구미촌, 나가세촌이 합병해 새로운 다나구미촌이 성립하였다.
- 2005년 1월 31일 - 다니구미 촌·구제 촌·가스가 촌·사카우치 촌·후지하시 촌이 합병해 이비가와정이 되었다.

## 행정
- 촌장 : 호리구치 켄이치 (堀口賢一) (1999년 10월 3일 - 2005년 1월 31일)

## 교통

### 철도
- 다루미 철도 다루미 선

### 도로
- 촌내에는 일반국도가 설치되지 않았기 때문에 국도 157호선을 통해 이용했었다.

## 참고 문헌
- 角川日本地名大辞典編纂委員会,『角川日本地名大辞典 21 岐阜県』1980, 角川書店